# ثورفالد نيلسن
ثورفالد نيلسن (بالنرويجية البوكمول: Thorvald Nilsen)‏ هو مستكشف نرويجي، ولد في 6 أغسطس 1881 في كريستيانساند في النرويج، وتوفي في 19 أبريل 1940 في بوينس آيرس في الأرجنتين.

## وصلات خارجية
- ثورفالد نيلسن على موقع IMDb (الإنجليزية)